# Empire palmyrénien
 (août 2011).
260–273
Entités précédentes :
- Empire romain

Entités suivantes :
- Empire romain

L’Empire palmyrénien était un empire arabo-araméen de courte durée qui faisait partie de l’Empire romain dont les dirigeants ont revendiqué de 271 à 273 la couronne impériale, pendant la crise du troisième siècle. La capitale de cet éphémère empire était Palmyre. Il englobait les provinces romaines de Syrie, de Palestine, d’Égypte et de grandes parties de l'Asie Mineure.
L'empire a été gouverné par la reine Zénobie avec son fils Wahballat.

## Crise du troisième siècle
Malgré un certain nombre de crises, l'Empire romain était resté uni depuis sa création sous Auguste. Après l’assassinat de l'empereur Alexandre Sévère en 235 par ses soldats, l'Empire tomba dans une crise profonde. Il vit se succéder, entre 235 et 268, seize empereurs et une quarantaine d’usurpateurs. Les différents empereurs et usurpateurs, trop occupés à se disputer le contrôle de l'Empire, négligèrent les frontières de l’Empire, soumises à de fréquents raids de la part de peuples barbares comme les Carpes, Goths, Vandales et Alamans à l'ouest, et les Sassanides à l'est de l’Empire.
En 258, à la suite de graves crises internes et d'attaques venant de l'extérieur, l'Empire éclate en trois États séparés concurrents. Postume, usurpateur romain et empereur des Gaules, règne sur les provinces romaines de Gaule, de Grande-Bretagne et d'Hispanie.
Rome s'avérant incapable de protéger les provinces de l'Est contre les agressions sassanides, le gouverneur Odénat décide d'utiliser les légions importantes qu'il a à sa disposition – parmi elles la célèbre Legio XII Fulminata – pour défendre ses provinces plutôt que d'intervenir dans les luttes pour le pouvoir suprême à Rome.

## Usage des titres impériaux
Après l’assassinat d'Odénat, son fils Wahballat reprit les titres de son père (rex imperator consul dux Romanorum, « illustre roi des rois » et correcteur de tout l’Orient) et le pouvoir à Palmyre.
Le véritable pouvoir était détenu par sa mère Septimia Bathzabbai Zénobie. Avec ses légions à sa disposition, et aidée par les luttes continuelles à Rome, Zénobie conquit l'Égypte, la Syrie, la Palestine, l'Asie Mineure et le Liban. Au cours de l'année 271, Zénobie s'attribua le titre d’Auguste pour elle et son fils.

## Reconquête par Aurélien

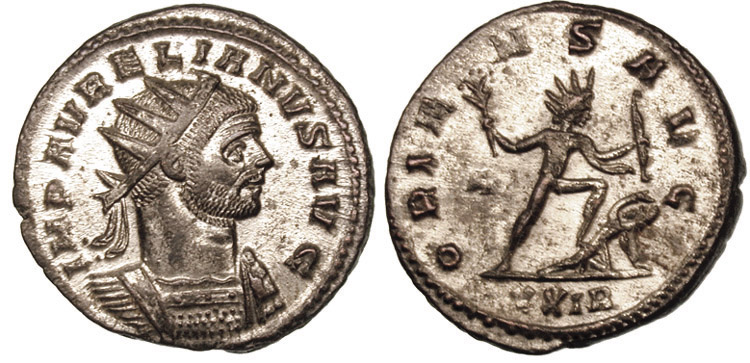
Aurélien, représenté en Sol Indiges, conquérant de l’empire de Palmyre.

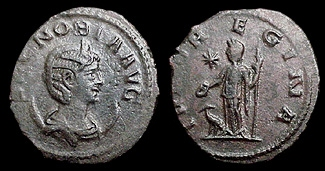
Zenobie portant le titre d’Auguste.

Après avoir vaincu les Alamans, qui menaçaient d'envahir l'Italie, Aurélien, devenu empereur romain en 270, put tourner son attention vers les provinces de l'Est perdues au profit de l'empire de Palmyre.
Aurélien conquit facilement l’Asie Mineure, détruisant toutes les villes qui lui résistent. Des villes comme Byzance ou Tyana (actuelle Tyane en Turquie) n’opposèrent que peu de résistance face aux légions d’Aurélien. La légende dit qu’Aurélien aurait eu une vision, dans un rêve, du grand philosophe Apollonios de Tyane (qu’Aurélien respectait beaucoup) le suppliant d’épargner la ville : « Aurélien si tu désires gouverner abstiens-toi du sang des innocents ! Aurélien si tu veux conquérir, sois miséricordieux. » Quelle qu'en soit la raison, Aurélien épargna Tyana. Beaucoup d'autres villes capitulèrent devant Aurélien en constatant que l'empereur ne se vengerait pas sur elles.
Aurélien remporta une bataille à Immæ et anéantit l’armée de la reine Zénobie à la bataille d’Émèse (en). En six mois, les armées d’Aurélien atteignirent les portes de Palmyre, qui se rendit sans combattre. Zénobie tenta de fuir vers l'Empire sassanide mais fut faite prisonnière par Aurélien. L'empire de Palmyre fut réunifié à l’Empire romain.
Après avoir vaincu l’usurpateur Firmus qui s’était proclamé empereur en Égypte (pour défendre l'Égypte comme possession de Zénobie, selon l'Histoire Auguste), Aurélien retourna en 273 à Palmyre pour mater une nouvelle révolte qui visait à rendre le pouvoir à Antiochos, le père de Zénobie. Ses principaux sanctuaires furent pillés, et l’empereur réquisitionna tout le quartier ouest de la ville pour y installer à demeure la Ire légion Illyrienne. Palmyre ne retrouva jamais sa prospérité passée.
Après sa victoire sur l’empire de Palmyre, Aurélien porta les titres de Parthique Maximus et Restitutor Orientis (« restaurateur de l'Orient »).